# Yves Ehrlacher
Pour les articles homonymes, voir Ehrlacher.
Yves Ehrlacher, né le 6 octobre 1954 à Sundhoffen, est un footballeur français évoluant au poste de milieu de terrain.

## Carrière

### De joueur
- 1973-1979 :  RC Strasbourg (182 matchs - 27 buts)
- 1979-1981 :  RC Lens (69 matchs - 22 buts)
- 1981-1982 :  SC Bastia (27 matchs - 3 buts)
- 1982-1987 :  FC Mulhouse (31 matchs - 2 buts)

### D'entraîneur
- 1987-1988 :  Sports réunis Colmar
- 1995-2009 :  AS Illzach Modenheim

## Palmarès
- Champion de D2 en 1977 avec Strasbourg
- Champion de France en 1979 avec Strasbourg

## Statistiques
- Premier match en Ligue 1, le 6 janvier 1974, RC Strasbourg - Marseille (2-2)
- 271 matchs en Ligue 1 et 49 buts